# Сан Марчело
Сан Марчѐло (на италиански: San Marcello) е село и община в Централна Италия, провинция Анкона, регион Марке. Разположено е на 231 m надморска височина. Населението на общината е 2093 души (към 2010 г.).